# Renate Madritsch
Renate Madritsch ist eine österreichische Kunsthistorikerin und Denkmalpflegerin.
Renate Madritsch studierte Kunstgeschichte und klassischer Archäologie und machte ein Postgraduate Studium für Architekturkonservierung in Rom. 1975 begann sie ihre Tätigkeit beim Bundesdenkmalamt, wo sie als Gebietsreferentin beim Landeskonservatorat für Niederösterreich im Weinviertel, im Waldviertel und in der Wachau tätig war. Von 1995 bis Ende September 2008 war sie als Landeskonservatorin in Vorarlberg tätig. Verdient gemacht hat sie sich durch ihre Beschäftigung mit der bäuerlichen Holzarchitektur vor allem im Bregenzerwald und im Montafon. Daneben hat sich Madritsch im Ensemble- und Ortsbildschutz hervorgetan. Besonders eingesetzt hat sie sich für die Erhaltung und den Schutz des jüdischen Viertels in Hohenems. Im Oktober 2008 wurde Madritsch von Kulturministerin Claudia Schmied zur Landekonservatorin für Niederösterreich bestellt, wo sie die Nachfolge von Peter König antrat. Mit 2012 trat sie in den Ruhestand über und wurde in dieser Funktion von Hermann Fuchsberger abgelöst.

## Auszeichnungen
- 2013: Großes Ehrenzeichen für Verdienste um die Republik Österreich
- 2013: Hypolitorden in Gold der Diözese St. Pölten[4]